# Ideato North
Ideato North è una delle ventisette aree a governo locale (local government areas) in cui è suddiviso lo stato di Imo, in Nigeria. Conta una popolazione di 158.406 abitanti.